# Petr Špaček
Petr Špaček (* 1988 Třebíč) je český violoncellista.
Pochází z muzikantské rodiny, jeho otec Josef Špaček je violoncellistou České filharmonie, bratr Josef Špaček mladší je houslista, koncertní mistr České filharmonie.
Na violoncello hraje od svých šesti let. V letech 2003–2008 studoval Pražskou konzervatoř, poté se vzdělával v zahraničí, od roku 2009 byl studentem bostonské New England Conservatory, kde studoval v bakalářském programu ve třídě prof. Laurence Lessera. Magisterská studia ukončil na Hamu v Praze u prof. Miroslava Petráše. 
Je vítězem rozhlasové soutěže Concertino Praga z roku 2007. Jako sólista hrál s několika českými orchestry. Je spoluzakladatelem violoncellového kvartetu Prague Cello Quartet, který hraje vlastní úpravy skladeb od klasické hudby přes jazz a filmovou hudbu po heavy metal. V roce 2021 založil společně s Ivanem Vokáčem a Janem Zemenem kvarteto s názvem Cello Republic. Čtvrtým členem se stal Matěj Štěpánek. Na podzim 2022 a na jaře 2023 podnikli cellisté turné po Japonsku. Kromě kvarteta nastoupil Petr Špaček na podzim 2021 na sólovou dráhu a zahájil ji se svým bandem vyprodanou Dvořákovou síní pražského Rudolfina. V roce 2023 vydal svoje první sólové CD s názvem Believe.
Často účinkuje i se svým otcem Josefem Špačkem a třemi sourozenci Josefem Špačkem ml., Janou Špačkovou a Jakubem Špačkem na rodinných koncertech.      